# Domorganus macronephriticus
Domorganus macronephriticus is een rondwormensoort uit de familie van de Ohridiidae. De wetenschappelijke naam van de soort is voor het eerst geldig gepubliceerd in 1946 door Goodey.